# Cañada de Alferes
Cañada de Alferes är ett samhälle i kommunen Lerma i delstaten Mexiko i Mexiko. Cañada de Alferes hade 349 invånare vid folkräkningen år 2020.